# Cris
Cris, właśc. Cristiano Marques Gomes (ur. 3 czerwca 1977 w Guarulhos) – brazylijski piłkarz występujący na pozycji środkowego obrońcy.

## Kariera klubowa

### Początki
Cris zawodową karierę rozpoczynał w 1995 roku w Corinthians Paulista. W debiutanckim sezonie rozegrał dwa ligowe spotkania, a w kolejnych rozgrywkach nie wystąpił w ani jednym meczu. Łącznie przez cztery lata gry dla Corinthians Cris zaliczył 26 występów. W 1995, 1997 i 1999 roku zwyciężył w rozgrywkach Campeonato Paulista, w 1995 roku sięgnął po krajowy puchar, a w 1998 roku został mistrzem kraju. W 1999 roku Brazylijczyk został zawodnikiem Cruzeiro EC. W 2003 roku na krótko trafił do niemieckiego Bayeru 04 Leverkusen, jednak nie potrafił przebić się tam do wyjściowej jedenastki i powrócił do Cruzeiro. Łącznie dla ekipy „Raposa” Cris rozegrał 156 ligowych pojedynków i strzelił trzynaście bramek. W tym czasie wywalczył mistrzostwo i puchar Brazylii oraz mistrzostwo stanu Minas Gerais.

### Olympique Lyon

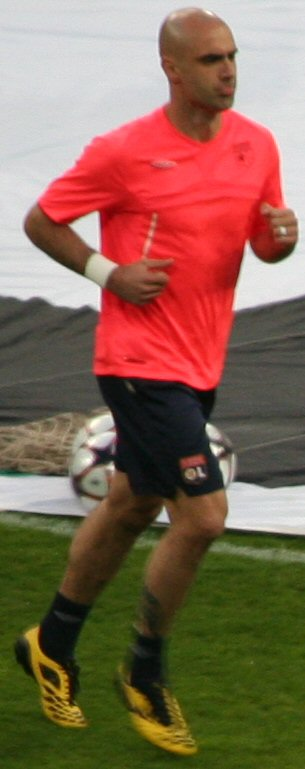
Cris w barwach Olympique Lyon podczas meczu Ligi Mistrzów z Bayernem Monachium

W sierpniu 2004 roku Cris podpisał kontrakt z Olympique Lyon, a francuski klub zapłacił za niego blisko trzy miliony euro. W nowym klubie brazylijski obrońca od razu wywalczył sobie miejsce w podstawowej jedenastce i stworzył duet środkowych obrońców ze swoim rodakiem Caçapą. Od początku swojej przygody z Lyonem Cris odnosił wiele sukcesów w rozgrywkach ligowych, regularnie grywał także w Lidze Mistrzów UEFA. Każdy z sezonów spędzonych na Stade Gerland kończył sięgnięciem po tytuł mistrza Francji, oprócz tego jego gra wielokrotnie była wyróżniana przez takie czasopisma jak L'Équipe oraz France Football. Cris przedłużył swój kontrakt z ekipą „Les Gones” do 2011 roku, a Alain Perrin mianował go kapitanem drużyny. 11 sierpnia 2007 roku w meczu przeciwko Toulouse FC Brazylijczyk zderzył się z Johanem Elmanderem i zerwał więzadła w prawym kolanie. Kontuzja ta wykluczyła go z gry na niemal pół roku, a wychowanek Corinthians na boisko powrócił dopiero 1 marca 2008 roku w pojedynku z Lille OSC.

### Galatasaray
3 września 2012 roku Cris po ośmiu latach gry we Francji przeszedł do Galatasaray SK za około 1,25 miliona euro.
Zawodnik strzelił dla tureckiej drużyny swojego pierwszego gola 28 października 2012 roku w meczu z Kayserisporem, który zakończył się ostatecznie wynikiem 3:0.
2 stycznia 2013 roku zawodnik, po zaledwie czterech miesiącach gry w nowym zespole, rozwiązał swój kontrakt z klubem za porozumieniem stron.

### Grêmio
3 stycznia 2013 roku podpisał kontrakt z Grêmio. Miał on zastąpić Gilberto Silvę, który odszedł do Atlético Mineiro. Zawodnik zagrał jednak w jedynie trzech spotkaniach.

### Vasco da Gama
9 sierpnia 2013 roku przeszedł do CR Vasco da Gama. W 2014 roku zakończył karierę piłkarską.
| Sezon   | Klub                 | Kraj     | Rozgrywki  | Mecze | Bramki | Rozgrywki Europy   | Mecze | Bramki |
| ------- | -------------------- | -------- | ---------- | ----- | ------ | ------------------ | ----- | ------ |
| 1995    | Corinthians Paulista | Brazylia | Serie A    | 2     | 0      | -                  | -     | -      |
| 1996    | Corinthians Paulista | Brazylia | Serie A    | 0     | 0      | -                  | -     | -      |
| 1997    | Corinthians Paulista | Brazylia | Serie A    | 9     | 0      | -                  | -     | -      |
| 1998    | Corinthians Paulista | Brazylia | Serie A    | 15    | 0      | -                  | -     | -      |
| 1999    | Cruzeiro EC          | Brazylia | Serie A    | 18    | 0      | -                  | -     | -      |
| 2000    | Cruzeiro EC          | Brazylia | Serie A    | 22    | 3      | -                  | -     | -      |
| 2001    | Cruzeiro EC          | Brazylia | Serie A    | 19    | 3      | -                  | -     | -      |
| 2002    | Cruzeiro EC          | Brazylia | Serie A    | 25    | 3      | -                  | -     | -      |
| 2002/03 | Bayer 04 Leverkusen  | Niemcy   | bundesliga | 6     | 0      | Liga Mistrzów UEFA | 4     | 0      |
| 2003    | Cruzeiro EC          | Brazylia | Serie A    | 31    | 3      | -                  | -     | -      |
| 2004    | Cruzeiro EC          | Brazylia | Serie A    | 13    | 1      | -                  | -     | -      |
| 2004/05 | Olympique Lyon       | Francja  | Ligue 1    | 33    | 3      | Liga Mistrzów UEFA | 9     | 2      |
| 2005/06 | Olympique Lyon       | Francja  | Ligue 1    | 36    | 3      | Liga Mistrzów UEFA | 10    | 1      |
| 2006/07 | Olympique Lyon       | Francja  | Ligue 1    | 32    | 4      | Liga Mistrzów UEFA | 7     | 0      |
| 2007/08 | Olympique Lyon       | Francja  | Ligue 1    | 13    | 1      | Liga Mistrzów UEFA | 1     | 0      |
| 2008/09 | Olympique Lyon       | Francja  | Ligue 1    | 34    | 2      | Liga Mistrzów UEFA | 6     | 0      |
| 2009/10 | Olympique Lyon       | Francja  | Ligue 1    | 34    | 4      | Liga Mistrzów UEFA | 10    | 0      |
| 2010/11 | Olympique Lyon       | Francja  | Ligue 1    | 21    | 1      | Liga Mistrzów UEFA | 5     | 0      |
| 2011/12 | Olympique Lyon       | Francja  | Ligue 1    | 20    | 2      | Liga Mistrzów UEFA | 4     | 0      |
| 2012/13 | Olympique Lyon       | Francja  | Ligue 1    | 2     | 0      | Liga Europy UEFA   | 0     | 0      |
| 2012/13 | Galatasaray SK       | Turcja   | Süper Lig  | 10    | 1      | Liga Mistrzów UEFA | 1     | 0      |
| 2002    | Grêmio               | Brazylia | Serie A    | 0     | 0      | -                  | -     | -      |

Stan na: 9 stycznia 2013 r.

## Kariera reprezentacyjna
W reprezentacji Brazylii Cris zadebiutował 4 kwietnia 1999 roku w wygranym 7:0 meczu ze Stanami Zjednoczonymi. Następnie dotarł do ćwierćfinału Copa América 2001 oraz zwyciężył w Copa América 2004. W 2006 roku Carlos Alberto Parreira powołał go do 23-osobowej kadry na mistrzostwa świata. Na mundialu w Niemczech „Canarinhos” zostali wyeliminowani w ćwierćfinale, a sam Cris pełnił rolę rezerwowego i nie wystąpił w żadnym ze spotkań. Łącznie dla drużyny narodowej zaliczył szesnaście występów i strzelił jednego gola.